# Il est interdit de jouer dans la cour
 (août 2025).
Il est interdit de jouer dans la cour est un court métrage de Ann Le Monnier réalisé en 1991

## Fiche technique
- Titre : Il est interdit de jouer dans la cour
- Réalisation : Ann Le Monnier
- Scénario : Ann Le Monnier
- Date de sortie : 1991
- Film français
- Format : couleur- son stéréo
- Genre : fiction
- Durée : 13 minutes

## Distribution
- Samuel Fuller
- Denise Bailly
- Dorothée Lamy
- Fabrice Mansanarez
- Paul Schmidt